# Honk (kompilační album, The Rolling Stones)
Honk je kompilační album britské rockové skupiny The Rolling Stones, které bylo vydáno 19. dubna 2019 ve vydavatelstvích Promotone BV a Universal Music. Představuje největší hity z let 1971–2016, standardní verze obsahuje 36 skladeb a luxusní verze dalších 10 živých bonusových skladeb, které skupina nahrála na turné v letech 2013–2018.

## Seznam skladeb
Studiové
| Pořadí | Skladba                                  | Původní album                 | Délka |
| ------ | ---------------------------------------- | ----------------------------- | ----- |
| 1.     | "Start Me Up"                            | Tattoo You (1981)             | 3:33  |
| 2.     | "Brown Sugar"                            | Sticky Fingers (1971)         | 3:50  |
| 3.     | "Rocks Off"                              | Exile on Main St. (1972)      | 4:32  |
| 4.     | "Miss You"                               | Some Girls (1978)             | 4:48  |
| 5.     | "Tumbling Dice"                          | Exile on Main St. (1972)      | 3:46  |
| 6.     | "Just Your Fool"                         | Blue & Lonesome (2016)        | 2:18  |
| 7.     | "Wild Horses"                            | Sticky Fingers (1971)         | 5:42  |
| 8.     | "Fool to Cry"                            | Black and Blue (1976)         | 5:05  |
| 9.     | "Angie"                                  | Goats Head Soup (1973)        | 4:32  |
| 10.    | "Beast of Burden"                        | Some Girls (1978)             | 4:25  |
| 11.    | "Hot Stuff"                              | Black and Blue (1976)         | 5:21  |
| 12.    | "It's Only Rock 'n Roll (But I Like It)" | It's Only Rock 'n Roll (1974) | 5:08  |
| 13.    | "Rock and a Hard Place"                  | Steel Wheels (1989)           | 5:24  |
| 14.    | "Doom and Gloom"                         | GRRR! (2012)                  | 3:58  |
| 15.    | "Love Is Strong"                         | Voodoo Lounge (1994)          | 3:47  |
| 16.    | "Mixed Emotions"                         | Steel Wheels (1989)           | 4:38  |
| 17.    | "Don't Stop"                             | Forty Licks (2002)            | 3:59  |
| 18.    | "Ride 'Em On Down"                       | Blue & Lonesome (2016)        | 2:49  |
| 19.    | "Bitch"                                  | Sticky Fingers (1971)         | 3:37  |
| 20.    | "Harlem Shuffle"                         | Dirty Work (1986)             | 3:25  |
| 21.    | "Hate to See You Go"                     | Blue & Lonesome (2016)        | 3:22  |
| 22.    | "Rough Justice"                          | A Bigger Bang (2005)          | 3:12  |
| 23.    | "Happy"                                  | Exile on Main St. (1972)      | 3:05  |
| 24.    | "Doo Doo Doo Doo Doo (Heartbreaker)"     | Goats Head Soup (1973)        | 3:27  |
| 25.    | "One More Shot"                          | GRRR! (2012)                  | 3:02  |
| 26.    | "Respectable"                            | Some Girls (1978)             | 3:08  |
| 27.    | "You Got Me Rocking"                     | Voodoo Lounge (1994)          | 3:35  |
| 28.    | "Rain Fall Down"                         | A Bigger Bang (2005)          | 4:54  |
| 29.    | "Dancing with Mr. D"                     | Goats Head Soup (1973)        | 4:53  |
| 30.    | "Undercover of the Night"                | Undercover (1983)             | 4:33  |
| 31.    | "Emotional Rescue"                       | Emotional Rescue (1980)       | 5:40  |
| 32.    | "Waiting on a Friend"                    | Tattoo You (1981)             | 4:35  |
| 33.    | "Saint of Me"                            | Bridges to Babylon (1997)     | 5:15  |
| 34.    | "Out of Control"                         | Bridges to Babylon (1997)     | 4:45  |
| 35.    | "Streets of Love"                        | A Bigger Bang (2005)          | 5:09  |
| 36.    | "Out of Tears"                           | Voodoo Lounge (1994)          | 5:27  |

### Živé
| Bonusový disk: Živé skladby | Bonusový disk: Živé skladby                                           | Bonusový disk: Živé skladby |
| Pořadí                      | Skladba a místo nahrávání                                             | Délka                       |
| --------------------------- | --------------------------------------------------------------------- | --------------------------- |
| 1.                          | "Get Off of My Cloud" (Principality Stadium, Cardiff)                 | 3:20                        |
| 2.                          | "Dancing with Mr. D" (GelreDome, Arnhem)                              | 4:36                        |
| 3.                          | "Beast of Burden" (host: Ed Sheeran) (Arrowhead Stadium, Kansas City) | 4:16                        |
| 4.                          | "She's a Rainbow" (U Arena, Paříž)                                    | 3:23                        |
| 5.                          | "Wild Horses" (host: Florence Welch) (London Stadium)                 | 4:49                        |
| 6.                          | "Let's Spend the Night Together" (Manchester Evening News Arena)      | 4:04                        |
| 7.                          | "Dead Flowers" (host: Brad Paisley) (Wells Fargo Center, Filadelfie)  | 5:24                        |
| 8.                          | "Shine a Light" (ArenA, Amsterdam)                                    | 4:11                        |
| 9.                          | "Under My Thumb" (London Stadium)                                     | 4:30                        |
| 10.                         | "Bitch" (host: Dave Grohl) (Honda Center, Anaheim)                    | 5:15                        |

## Obsazení
The Rolling Stones
- Mick Jagger – zpěv, kytara, harmonika
- Keith Richards – kytara, doprovodné vokály, zpěv
- Mick Taylor – kytara, doprovodné vokály
- Ronnie Wood – kytara, doprovodné vokály
- Bill Wyman – baskytara
- Charlie Watts – bicí